# Hrvoje Šarinić
Hrvoje Šarinić (Sušak, 17. veljače 1935. – Zagreb, 21. srpnja 2017.), bio je hrvatski političar, četvrti predsjednik Vlade Republike Hrvatske (od 12. kolovoza 1992. do 3. travnja 1993.).

## Životopis
Hrvoje Šarinić rođen je na Sušaku 1935. godine od oca Marijana i majke Vile (r. Marunić). Šarinićev otac obogatio se između dva svjetska rata na obnovi Sušaka. Bio je vlasnik kamenoloma zvanog Šarinićeva kava, član HSS-a i gradonačelnik Sušaka, što ostaje i nakon dolaska Talijana. Krajem Drugoga svjetskog rata počinio je samoubojstvo (službeno izvješće). Posmrtno nove su komunističke vlasti njegova oca proglasile narodnim neprijateljem, a obitelji je konfiscirana imovina. Majka mu se kasnije udala za uglednoga arhitekta Lea Babića.
Nakon završetka gimnazije, u Zagrebu upisuje Arhitektonsko-građevinsko-geodetski fakultet, smjer mostogradnja. Nakon završetka studija zapošljava se u zagrebačkom poduzeću Hidroprojekt, odakle ga 1962. šalju na specijalizaciju u Francusku. Umjesto tri mjeseca, koliko je planirao provesti u Francuskoj, ostaje 25 godina. Prvi veliki posao bila mu je izgradnja nuklearne elektrane u Bordeauxu, koju preuzima 1971. godine. Tri godine kasnije, od 1974. do 1980., unatoč ekonomskim sankcijama protiv tamošnjeg režima, vodi izgradnju dviju nuklearnih elektrana u okolici Cape Towna (Južnoafrička Republika).  U međuvremenu je od 1980. do 1984. godine u Zagrebu, kao naturalizirani Francuz, predstavljao tvrtku koja će planirati izgradnju nuklearnih centrala, ali neuspješno. Nakon toga, 1984. godine zapošljava se u Casablanci kao direktor najveće marokanske građevinske tvrtke. Godine 1987. cijela obitelj Šarinić vraća se u Zagreb, nakon njegova umirovljenja. 

### Politička djelatnost
Krajem 1989. godine ušao je u politiku. Jedan je od osnivača HDZ-a i bliski suradnik dra Franje Tuđmana. Nakon pobjede HDZ-a na izborima surađuje s Ivom Latinom oko prijenosa vlasti i ustrojava ured predsjednika Franje Tuđmana prema francuskom modelu. Dana 7. kolovoza 1992. godine dobiva od predsjednika Republike mandat za sastav Vlade i na tom mjestu ostaje do travnja 1993. godine, kad ga je dr. Tuđman odlučio zamijeniti Nikicom Valentićem. Novinari i javnost nisu pozdravili njegove česte izjave na mjestu predsjednika vlade kako tek provodi politiku Franje Tuđmana, a do izražaja je dolazilo i njegovo slabije poznavanje makroekonomske teorije i prakse. Nakon skandala s Dalmacijacementom, kada su ga mediji optužili za uzimanje provizije od talijanskog partnera, pretvorbe Slobodne Dalmacije, prijema Hrvatske u Međunarodni monetarni fond i izbora za Županijski dom 1993. godine (kada je HDZ izgubio u njegovoj rodnoj Primorsko-goranskoj županiji) podnosi ostavku i postaje čelnik Ureda za nacionalnu sigurnost. Hrvoje Šarinić bio je i voditelj hrvatskog pregovaračkog tima za pregovore s pobunjenim Srbima, a priznao je i da se deset puta tajno sastao sa Slobodanom Miloševićem. Obnašao je i poslove voditelja Povjerenstva Republike Hrvatske za odnose s UNPROFOR-om. Kasnije se dva puta vraćao na mjesto predstojnika Ureda predsjednika Republike Hrvatske. Neslavno će se proslaviti i s tzv. istarskim ipsilonom kada je ugovorio s francuskom tvrtkom Bouygouse krajnje nepovoljan ugovor za Hrvatsku o gradnji ceste u Istri. Krajem 1990-ih gurnut je iz kruga bliskih suradnika predsjednika Franje Tuđmana (novi predstojnik Ureda predsjednika postaje Ivica Kostović, koji na toj dužnosti ostaje do smrti predsjednika Franje Tuđmana). Nakon smrti predsjednika Franje Tuđmana i "trećesiječanjskih izbora" 2000. godine zajedno s Matom Granićem, Vesnom Škare-Ožbolt i Joškom Morićem izlazi iz HDZ i osniva Demokratski centar.
1999. godine objavio je knjigu Svi moji tajni pregovori sa Slobodanom Miloševićem: između rata i diplomacije, 1993. – 1995. (1998.).

### Smrt
Umro je u Zagrebu, 21. srpnja 2017. godine, nakon duge i teške bolesti u kliničkoj bolnici Sveti Duh.  
Pokopan je na groblju u Samoboru gdje je i živio, pet dana nakon smrti, 26. srpnja 2017. godine.

## Odlikovanja
- Legija časti

## Osobni život
Bio je vjenčan sa suprugom Erikom s kojom ima trojicu sinova: Marija (poginuo u prometnoj nezgodi), Marka i Andreja. Govorio je i pisao francuski,  talijanski i engleski jezik.